# 阿波教国
阿波 教国（あわ のりくに）は、鎌倉時代後期から南北朝時代の守護大名。

## 生涯
土岐光定の子として生まれる。阿波を称した。